# Dendronephthya mutabilis
Dendronephthya mutabilis is een zachte koraalsoort uit de familie Nephtheidae. De koraalsoort komt uit het geslacht Dendronephthya. Dendronephthya mutabilis werd in 1962 voor het eerst wetenschappelijk beschreven door Tixier-Durivault & Prevor. 